# Tony Shalhoub
Tony Shalhoub, all'anagrafe Anthony Marcus Shalhoub (Green Bay, 9 ottobre 1953), è un attore e regista statunitense.

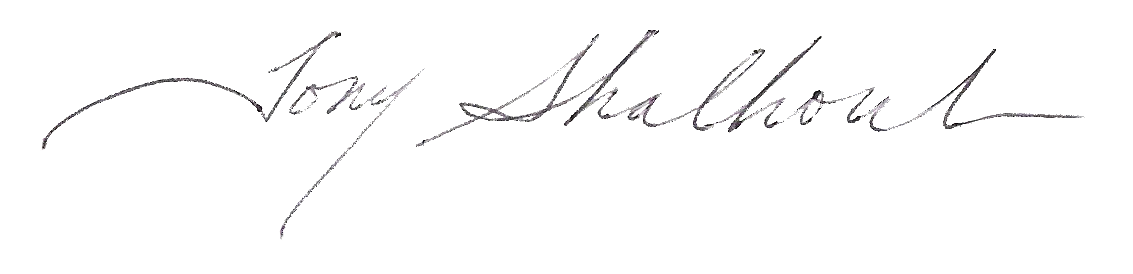
La firma di Tony Shalhoub

Noto per la sua interpretazione di Adrian Monk nella serie TV Detective Monk, ha vinto un Golden Globe come miglior attore in una serie TV commedia o musicale e tre Emmy Award come miglior attore in una serie televisiva commedia. Apprezzato interprete teatrale, nel 2018 ha vinto il Tony Award al miglior attore protagonista in un musical per The Band's Visit.

## Biografia
Tony Shalhoub è nato a Green Bay, nel Wisconsin, il 9 ottobre del 1953, secondogenito dei dieci figli di Joe Shalhoub, un immigrato libanese cattolico della Chiesa maronita e di Helen Shalhoub (nata Seroogy), una casalinga statunitense figlia di immigrati libanesi. Ha scoperto la sua passione per la recitazione in tenera età, grazie alla sorella che lo ha convinto ad accettare una particina in uno spettacolo scolastico.
Ha studiato alla University of Southern Maine e ha conseguito un master in recitazione alla Yale Drama School. Ha fatto parte, per diverso tempo, della compagnia teatrale American Repertory Theatre. Si trasferisce a New York dove incomincia una brillante carriera a Broadway.
Ha debuttato al cinema nel 1986 in un ruolo minore in Heartburn - Affari di cuore. Tony Shalhoub è particolarmente abile nell'adattarsi a vari ruoli, come nel caso di Men in Black (1997) e Men in Black II (2002), dove interpreta un venditore alieno di armi abusive. L'attore è divenuto celebre in particolare grazie alla serie televisiva Detective Monk (Monk), dove interpreta un geniale investigatore sospeso dal corpo di polizia e affetto da numerose fobie. Il ruolo gli ha valso per 8 volte consecutive (dal 2003 al 2010) la candidatura all'Emmy Award, il più importante premio per la televisione statunitense, ottenendo 3 vittorie, nel 2003, nel 2005 e nel 2006. Ha pubblicato anche un libro, dal titolo Ridendo con Shakespeare....

## Vita privata
Durante il suo lavoro a Broadway, incontra la futura moglie Brooke Adams, anche lei attrice, che sposa nel 1992. Con lei ha adottato una figlia, Sophie, nata nel 1993. Ha adottato anche Josie Lynn, nata nel 1988, la figlia che Brooke aveva adottato da sola prima del matrimonio.

## Filmografia parziale

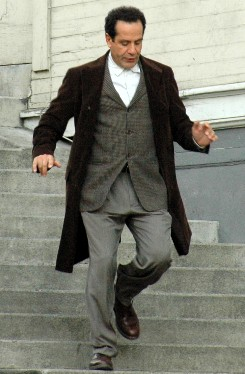
Tony Shalhoub in una scena della serie TV Detective Monk

### Attore

#### Cinema
- Heartburn - Affari di cuore (Heartburn), regia di Mike Nichols (1986)
- Che mi dici di Willy? (Longtime Companion), regia di Norman René (1990)
- Scappiamo col malloppo (Quick Change), regia di Howard Franklin, Bill Murray (1990)
- Barton Fink - È successo a Hollywood (Barton Fink), regia di Joel Coen (1991)
- Mi gioco la moglie... a Las Vegas (Honeymoon in Vegas), regia di Andrew Bergman (1992)
- In cerca di Bobby Fischer (Searching for Bobby Fischer), regia di Steven Zaillian (1993)
- La famiglia Addams 2 (Addams Family Values), regia di Barry Sonnenfeld (1993)
- Genio per amore (I.Q.), regia di Fred Schepisi (1994)
- Big Night, regia di Stanley Tucci, Campbell Scott (1996)
- Men in Black, regia di Barry Sonnenfeld (1997)
- Gattaca - La porta dell'universo (Gattaca), regia di Andrew Niccol (1997)
- Una vita esagerata (A Life Less Ordinary), regia di Danny Boyle (1997)
- I colori della vittoria (Primary Colors), regia di Mike Nichols (1998)
- Paulie - Il pappagallo che parlava troppo (Paulie), regia di John Roberts (1998)
- Gli imbroglioni (The Impostors), regia di Stanley Tucci (1998)
- Attacco al potere (The Siege), regia di Edward Zwick (1998)
- A Civil Action, regia di Steven Zaillian (1998)
- Tic Code (The Tic Code) (1999)
- Galaxy Quest, regia di Dean Parisot (1999)
- Spy Kids, regia di Robert Rodriguez (2001)
- L'uomo che non c'era (The Man Who Wasn't There), regia di Joel Coen (2001)
- I tredici spettri (13 Ghosts), regia di Steve Beck (2001)
- Impostor, regia di Gary Fleder (2001)
- Made-Up (2002)
- Una vita quasi perfetta (Life or Something Like It), regia di Stephen Herek (2002)
- Men in Black II, regia di Barry Sonnenfeld (2002)
- Spy Kids 2 - L'isola dei sogni perduti (Spy Kids 2: The Island of Lost Dreams), regia di Robert Rodriguez (2002)
- T for Terrorist – cortometraggio (2003)
- Missione 3D - Game Over (Spy Kids 3-D: Game Over), regia di Robert Rodriguez (2003)
- Party Animals – cortometraggio (2003
- Something More – cortometraggio (2003)
- Against the Ropes, regia di Charles S. Dutton (2004)
- Last Shot (The Last Shot), regia di Jeff Nathanson (2004)
- The Great New Wonderful (2005)
- Maybe It's in the Water (2006)
- Careless, regia di Peter Spears (2007)
- 1408, regia di Mikael Håfström (2007)
- L.A. Actors (2007)
- AmericanEast (2007)
- Come lo sai (How Do You Know), regia di James L. Brooks (2010)
- Comic Movie (Movie 43), registi vari (2013)
- Pain & Gain - Muscoli e denaro (Pain & Gain), regia di Michael Bay (2013)
- Nemesi (The Assignment), regia di Walter Hill (2016)
- Final Portrait - L'arte di essere amici (Final Portrait), regia di Stanley Tucci (2017)
- Rosy, regia di Jess Bond (2018)

#### Televisione
- Un giustiziere a New York (The Equalizer) – serie TV, episodio 1x19 (1986)
- Spenser (Spenser: For Hire) – serie TV, episodio 2x19 (1987)
- Un commissario all'inferno (Alone in the Neon Jungle), regia di Georg Stanford Brown – film TV (1988)
- I giorni dell'atomica (Day One), regia di Joseph Sargent – film TV (1989)
- Money, Power, Murder, regia di Lee Philips – film TV (1989)
- Monsters – serie TV, episodio 3x17 (1991)
- I dinosauri (Dinosaurs) – serie TV, episodio 2x14 (1992)
- Gypsy, regia di Emile Ardolino – film TV (1993)
- X-Files (The X-Files) – serie TV, episodio 2x23 (1995)
- Almost Perfect – serie TV, episodio 1x16 (1996)
- Radiant City, regia di Robert Allan Ackerman – film TV (1996)
- Frasier – serie TV, episodio 3x23 (1996)
- Wings – serie TV, 144 episodi (1991-1997)
- Ally McBeal – serie TV, episodio 2x18 (1999)
- Quella stagione da campioni (That Championship Season), regia di Paul Sorvino – film TV (1999)
- MADtv – serie TV, episodio 5x18 (2000)
- Stark Raving Mad – serie TV, 22 episodi (1999-2000)
- The Heart Department, regia di Dean Parisot – film TV (2001)
- Going Green: Every Home an Eco-Home, regia di Judith Vogelsang – film TV (2006)
- Detective Monk (Monk) – serie TV, 125 episodi (2002-2009)
- Too Big to Fail - Il crollo dei giganti (Too Big to Fail), regia di Curtis Hanson – film TV (2011)
- Hemingway & Gellhorn, regia di Philip Kaufman – film TV (2012)
- Nurse Jackie - Terapia d'urto (Nurse Jackie) – serie TV, 8 episodi (2015)
- BrainDead - Alieni a Washington (BrainDead) – serie TV, 13 episodi (2016)
- The Blacklist – serie TV, episodio 3x13 (2016)
- La fantastica signora Maisel (The Marvelous Mrs. Maisel) – serie TV, 43 episodi (2017-2023)
- Mr. Monk's Last Case: A Monk Movie, regia di Randall Zisk – film TV (2023)

### Doppiatore

#### Cinema
- Cars - Motori ruggenti (Cars) (2006)
- Cars 2 (2011)
- Tartarughe Ninja (Teenage Mutant Ninja Turtles), regia di Jonathan Liebesman (2014)
- Tartarughe Ninja - Fuori dall'ombra (Teenage Mutant Ninja Turtles: Out of the Shadows), regia di Dave Green (2016)
- Cars 3 (2017)

#### Televisione
- Gargoyles - Il risveglio degli eroi (Gargoyles) – serie animata, 1 episodio (1995)

### Produttore
- Mush (Mush) (2005)
- Detective Monk (Monk) – serie TV, 98 episodi (2002-2008)

### Regista
- Made-Up (Made-Up) (2002)

## Teatro (parziale)
- Come vi piace di William Shakespeare. American Repertory Theatre di Cambridge (1980)
- Lulù di Frank Wedekind. American Repertory Theatre di Cambridge (1980)
- Le nozze di Figaro di Pierre-Augustin Caron de Beaumarchais. American Repertory Theatre di Cambridge (1981)
- Tre sorelle di Anton Čechov. American Repertory Theatre di Cambridge (1982)
- Aspettando Godot di Samuel Beckett. American Repertory Theatre di Cambridge (1983)
- The Boys from Syracuse, libretto di George Abbott, testi di Lorenz Hart, colonna sonora di Richard Rodgers. American Repertory Theatre di Cambridge (1983)
- La scuola della maldicenza di Richard Brinsley Sheridan. American Repertory Theatre di Cambridge (1983)
- Misura per misura di William Shakespeare. American Repertory Theatre di Cambridge (1983)
- Sei personaggi in cerca d'autore di Luigi Pirandello. American Repertory Theatre di Cambridge (1984)
- La strana coppia di Neil Simon. Broadhurst Theatre di Broadway (1986)
- Riccardo II di William Shakespeare. Delacorte Theater dell'Off-Broadway (1987)
- Enrico IV, parte I di William Shakespeare. Delacorte Theater dell'Off-Broadway (1987)
- The Heidi Chronicles di Wendy Wasserstein. Gerald Schoenfeld Theatre di Broadway (1988)
- Giorni felici di Samuel Beckett. The Flea Theater dell'Off-Broadway (2015)
- The Band's Visit, libretto di Itamar Moses, colonna sonora di David Yazbek. Ethel Barrymore Theatre di Broadway (2017)

## Riconoscimenti (parziale)
- Golden Globe
  - 2003 - Miglior attore in una serie commedia o musicale per Detective Monk
  - 2004 - Candidatura al miglior attore in una serie commedia o musicale per Detective Monk
  - 2005 - Candidatura al miglior attore in una serie commedia o musicale per Detective Monk
  - 2006 - Candidatura al miglior attore in una serie commedia o musicale per Detective Monk
  - 2007 - Candidatura al miglior attore in una serie commedia o musicale per Detective Monk
  - 2009 - Candidatura al miglior attore in una serie commedia o musicale per Detective Monk
- Chicago Film Critics Association Awards
  - 2002 - Candidatura al miglior attore non protagonista per L'uomo che non c'era
- Critics' Choice Awards
  - 2019 - Candidatura al miglior attore non protagonista in una serie commediaper La fantastica signora Maisel
  - 2024 - Candidatura al miglior attore protagonista in una miniserie o film TV per Mr. Monk's Last Case: A Monk Movie
- Daytime Emmy Award
  - 2019 - Miglior performance musicale in un programma diurno per Today (condiviso con altri)
- Festival della televisione di Monte Carlo
  - 2018 - Miglior attore in una serie TV commedia per La fantastica signora Meisel
- Film Independent Spirit Awards
  - 1997 - Candidatura al miglior attore protagonista per Big Night
- Grammy Awards
  - 2009 - Candidatura al miglior album di spoken word per bambini per The Cricket in Times Square
- National Society of Film Critics Awards
  - 1997 - Miglior attore non protagonista per Big Night (condiviso con Martin Donovan per Ritratto di signora)
- New York Film Critics Circle Awards
  - 1996 - Candidatura al miglior attore non protagonista per Big Night
- Primetime Emmy Award
  - 2003 - Miglior attore in una serie televisiva commedia per Detective Monk
  - 2004 - Candidatura al miglior attore in una serie televisiva commedia per Detective Monk
  - 2005 - Miglior attore in una serie televisiva commedia per Detective Monk
  - 2006 - Miglior attore in una serie televisiva commedia per Detective Monk
  - 2007 - Candidatura al miglior attore in una serie televisiva commedia per Detective Monk
  - 2008 - Candidatura al miglior attore in una serie televisiva commedia per Detective Monk
  - 2009 - Candidatura al miglior attore in una serie televisiva commedia per Detective Monk
  - 2010 - Candidatura al miglior attore in una serie televisiva commedia per Detective Monk
  - 2018 - Candidatura al miglior attore non protagonista in una serie commedia per La fantastica signora Meisel
  - 2019 - Miglior attore non protagonista in una serie commedia per La fantastica signora Meisel
  - 2020 - Candidatura al miglior attore non protagonista in una serie commedia per La fantastica signora Meisel
  - 2022 - Candidatura al miglior attore non protagonista in una serie commedia per La fantastica signora Meisel
  - 2024 - Candidatura al miglior film per la televisione per Mr. Monk's Last Case: A Monk Movie (condiviso con altri)
- Satellite Awards
  - 2004 - Candidatura al miglior attore in una serie commedia o musicale  per Detective Monk
  - 2005 - Candidatura al  miglior attore in una serie commedia o musicale per Detective Monk
  - 2019 - Candidatura al miglior attore non protagonista in una serie, mini-serie o film per la televisione per La fantastica signora Meisel
- Screen Actors Guild Award
  - 2002 - Candidatura al miglior attore in una serie commedia per Detective Monk
  - 2003 - Miglior attore in una serie commedia per Detective Monk
  - 2004 - Miglior attore in una serie commedia per Detective Monk
  - 2006 - Candidatura al miglior attore in una serie commedia per Detective Monk
  - 2007 - Candidatura al miglior attore in una serie commedia per Detective Monk
  - 2008 - Candidatura al miglior attore in una serie commedia per Detective Monk
  - 2009 - Candidatura al miglior attore in una serie commedia per Detective Monk
  - 2018 - Miglior attore in una serie commedia per La fantastica signora Maisel
  - 2019 - Miglior attore in una serie commedia per La fantastica signora Maisel
- Tony Award
  - 2018 - Miglior attore protagonista in un musical per The Band's Visit

## Doppiatori italiani
Nelle versioni in italiano delle opere in cui ha recitato, Tony Shalhoub è stato doppiato da:
- Eugenio Marinelli in Paulie - Il pappagallo che parlava troppo, Detective Monk, Against the Ropes, Too Big to Fail - Il crollo dei giganti, Mr. Monk's Last Case: A Monk Movie
- Pasquale Anselmo in Genio per amore, L'uomo che non c'era, Nurse Jackie, Flamin' Hot
- Stefano De Sando in Big Night, Hemingway & Gellhorn, Braindead - Alieni a Washington
- Carlo Cosolo in Spy Kids, Spy Kids 2 - L'isola dei sogni perduti, Missione 3D - Game Over
- Gerolamo Alchieri in Impostor, Come lo sai, Pain & Gain - Muscoli e denaro
- Vittorio Stagni in Men in Black, Men in Black II
- Antonio Sanna in Detective Monk (episodio pilota edizione DVD), Final Portrait - L'arte di essere amici
- Nino Prester in Frasier, Galaxy Quest
- Francesco Pannofino in Mi gioco la moglie... a Las Vegas, 1408
- Danilo De Girolamo in Wings
- Luciano Roffi in Barton Fink - È successo a Hollywood
- Carlo Valli ne La famiglia Addams 2
- Emilio Bonucci in X-Files
- Dario Penne in Gattaca - La porta dell'universo
- Saverio Moriones ne I colori della vittoria
- Natale Ciravolo in Ally McBeal
- Giorgio Lopez in Attacco al potere
- Lucio Saccone in A Civil Action
- Sandro Acerbo ne I tredici spettri
- Leo Gullotta in Una vita quasi perfetta
- Angelo Nicotra in Last Shot
- Gianni Giuliano in The Blacklist
- Massimo Rossi in Nemesi
- Franco Mannella in La fantastica signora Maisel

Da doppiatore è sostituito da:
- Marco Della Noce in Cars - Motori ruggenti, Cars 2, Cars 3
- Massimo Lopez in Tartarughe Ninja, Tartarughe Ninja - Fuori dall'ombra
- Guido Meda in Topolino - Strepitose avventure
- Eugenio Marinelli in Central Park
- Ambrogio Colombo in Steve - Un mostro a tutto ritmo